# Maciejowice
Maciejowice is een dorp in het Poolse woiwodschap Mazovië, in het district Garwoliński. De plaats maakt deel uit van de gemeente Maciejowice en telt 1400 inwoners.

## Verkeer en vervoer
- Station Maciejowice (in 1987 gesloten)